# Fred Andrieu
Pour les articles homonymes, voir Andrieu.
 (novembre 2018).
Fred Andrieu, né en 1968 à Decazeville, est un auteur de bande dessinée français.

## Biographie
Au début des années 1990 il crée avec le dessinateur Pierre Druilhe pour les fanzines La Pieuvre de Thierry Guitard, Le Nouvel Os et Actes de Vengeance, l'univers partagé de Monsieur Pabo et de ses neveux Ricou et Bigou (qui seront repris par Guillaume Bouzard puis par Fifi).
En 1994 il scénarise le premier album de Monsieur Pabo, Panique à l'Ile Aux Cranes toujours avec Pierre Druilhe pour Les Requins Marteaux et qui sera suivi de 4 autres  tous pré-publiés dans la revue Ferraille chez le même éditeur entre 1996 et 2001.
En 2003 il cesse sa longue collaboration avec Pierre Druilhe et laisse sa place de scénariste sur Monsieur Pabo à Winshluss qui lui succède sur la série.

## Publications
- Panique à l'Ile aux Cranes [1] -  1994
- Monsieur Pabo au Far West 1996
- Ultra Punch - 1999
- Les 1001 Robots de Pompidou -  2002
- Les Artistes de l'Aventure -  2003
- Monsieur Pabo - Intégral - 2012

### DansFerraille
- Monsieur Pabo contre le Lucane Rouge : Ferraille 1 (1996)
- Rififi à Limace-Ville : Ferraille 2 (1996)
- Le Super Secret de Pompidou : Ferraille 3 (1997)
- La Banquise de l'Effroi : Ferraille 4 (1997)
- Belote et Rebelote : Ferraille 5 (1997)
- Un Cochon qui vaut de l'Or : Ferraille 6 (1997)
- Maxi Cabanou pour Pompidou : Ferraille 7 (1998)
- Carton Jaune pour la Mort : Ferraille 8 (1998)
- Monsieur Pabo Color : Ferraille 9 (1998)
- Sous l'Emprise des Robots : Ferraille 10 (1998)
- Objectif Moscou : Ferraille 11 (1999)
- Pabo Color : Ferraille 12 (1999)
- La Mort de Monsieur Pabo : Ferraille 13 (1999)
- Artmania sur Limace-Ville : Ferraille 14(2000)
- L'Arbitre de l'Art : Ferraille 15 (2000)
- Art Brut pour Art...Brutis ! : Ferraille 16 (2000)
- Le Renard des Arts : Ferraille 17 (2001)
- Esthète de l'Art ou Esthète de Cochon ? : Ferraille 18 (2001)
- Le Jour des Éléphants : Ferraille 19 (2001)